# София Французская (дочь Людовика XVI)
Софи́я Еле́на Беатри́са Французская (фр. Sophie-Hélène-Béatrice de France), также известна как Мадам София (фр. Madame Sophie; 9 июля 1786, Версаль — 29 июня 1787, там же) — французская принцесса, младшая дочь короля Франции Людовика XVI и Марии-Антуанетты. Умерла от туберкулёза до достижения возраста одного года.

## Биография

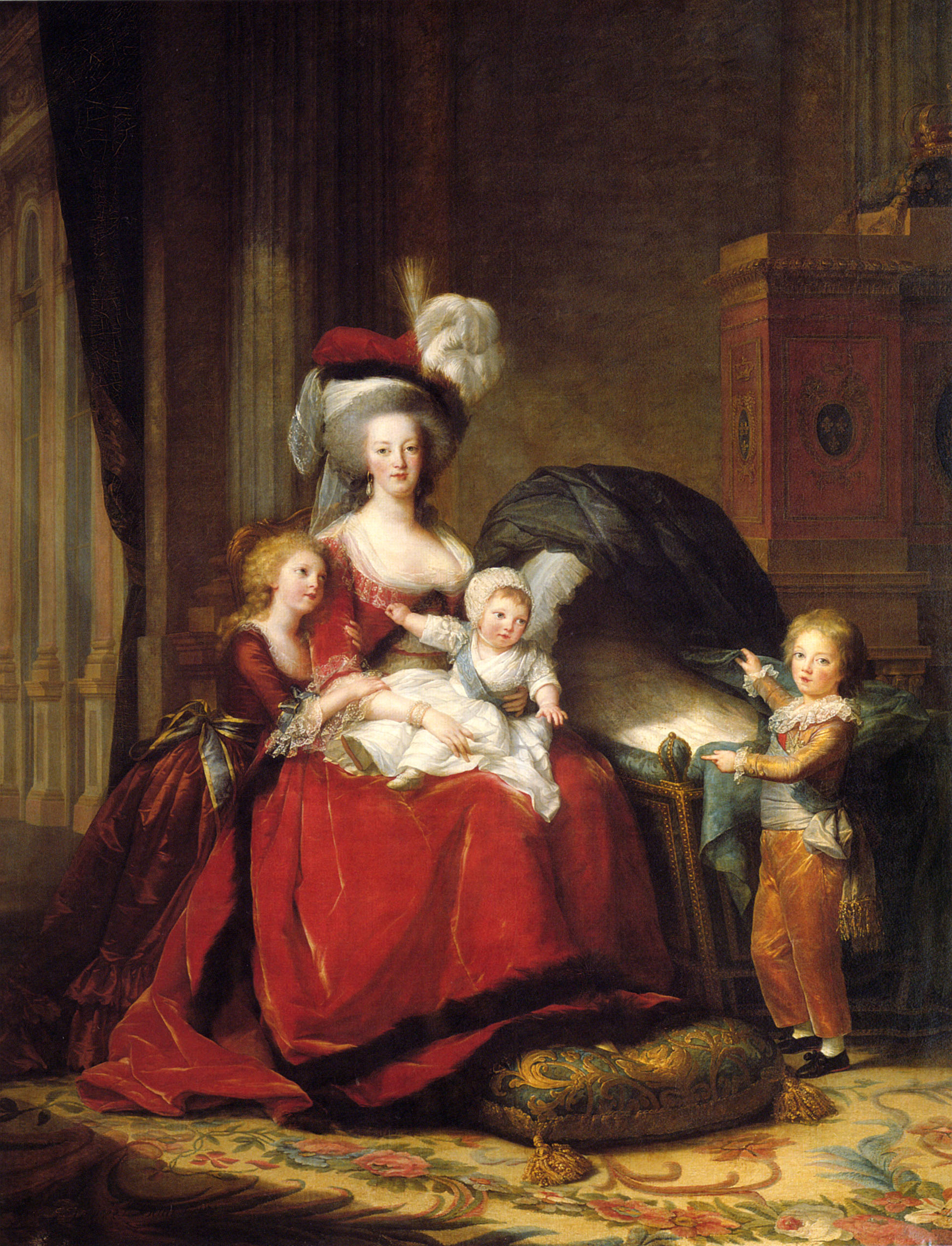
Мария-Антуанетта вместе с детьми, кисти Виже-Лебрен, 1787.
Дофин указывает на пустую колыбель, где должна была находиться София. Портрет был написан, когда она была ещё жива, однако позднее Мария-Антуанетта приказала убрать с портрета дочь

София родилась в Версальском дворце 9 июля 1786 года в восьмом часу пополудни: сообщалось, что не ранее 4:30 вечера были созваны министры, младенец же появился на свет три часа спустя. Вместе с тем, согласно графу Мерси, принцесса родилась в конце июля (предположительно, 29 числа), поскольку её отец не оставил бы супругу в родах ради тура по побережью, в который он отправился в начале месяца. Девочка стала второй дочерью и младшим ребёнком из четверых детей короля Франции Людовика XVI и его супруги Марии-Антуанетты Габсбург-Лотарингской.
По отцу девочка была внучкой французского дофина Людовика Фердинанда и Марии Жозефы Саксонской, по матери — императора Священной Римской империи Франца I Стефана и Марии Терезии Австрийской. Весть о рождении девочки огорчила брата королевы императора Иосифа II, рассчитывавшего, что Мария-Антуанетта подарит супругу третьего сына. Французский король же, напротив, был рад рождению дочери, о чём сообщал испанскому послу, который заверил Людовика, что принцессе всегда найдётся хорошая партия в Европе.
Девочка была крещена в тот же день в церкви Богородицы в Версале и получила имена София Елена Беатриса; также, в некоторых источниках упоминается, что первым именем девочки было Мария. При дворе принцесса была известна под первым именем, данным ей в память о сестре дофина Людовика Фердинанда и любимой тётке её отца Софии Французской, умершей за четыре года до рождения младшей Софии. На протяжении всей жизни маленькая принцесса, дочь Франции, носила титул Её Королевское высочество мадам София и была третьей дамой королевства после матери и старшей сестры принцессы Марии Терезы.
Несмотря на то, что принцесса родилась весьма крупным ребёнком, здоровье её оставляло желать лучшего. Девочка умерла от туберкулёза 29 июня 1787 года, не дожив всего неделю до своего первого дня рождения. Вскрытие показало, что вследствие болезни принцесса росла и развивалась очень медленно; кроме того, три крошечных зуба девочки были стёрты, что говорит о том, что София умирала в агонии. Принцессу похоронили в королевской базилике Сен-Дени к северу от Парижа.
Смерть девочки огорчила не только её родителей, но и других членов королевской семьи — больше всего из них скорбела мадам Елизавета, сестра Людовика XVI, утешавшая себя мыслью о том, что теперь принцесса «более счастлива, чем была при жизни». Королева же была безутешна; её молочный брат Йозеф Вебер пытался утешить Марию-Антуанетту словами «дитя теперь не страдает», на что она отвечала: «Не забывайте, она могла стать моим другом». Этим королева подчёркивала тот факт, что сыновья её принадлежали Франции, а дочери — ей; эти же слова она сказала и при рождении старшей дочери.